# Бредденберг
Бредденберг (нем. Breddenberg) — община в Германии, в земле Нижняя Саксония.
Входит в состав района Эмсланд. Подчиняется управлению Нордхюммлинг. Население составляет 776 человек (на 31 декабря 2010 года). Занимает площадь 8,92 км².

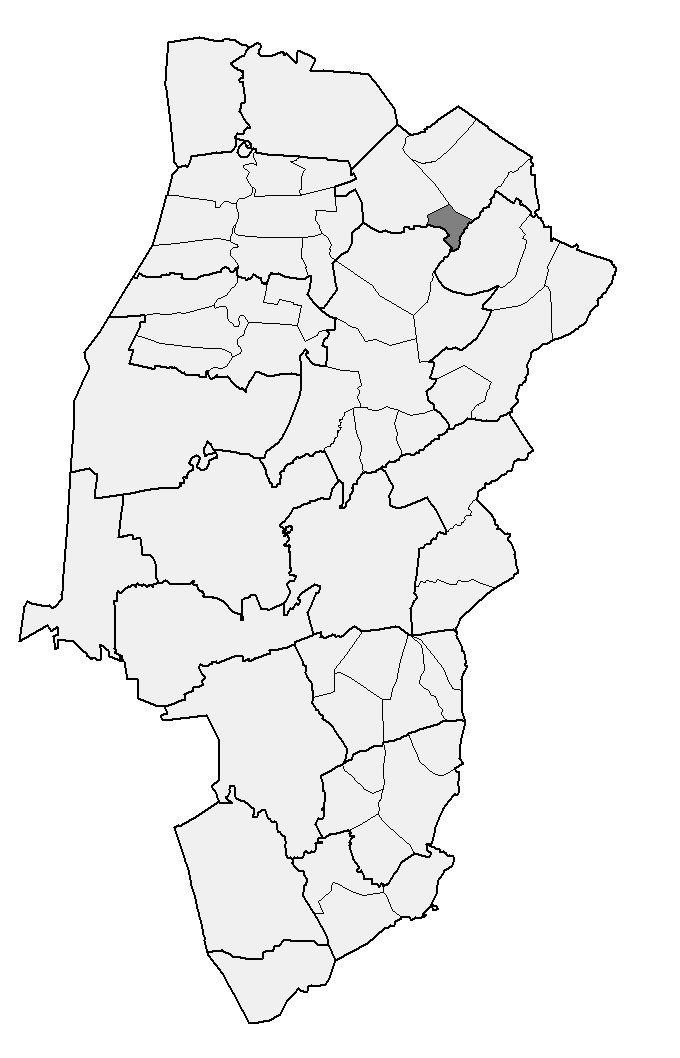
Бредденберг